# 제시카 루
제시카 루(Jessica Lu, 1985년 4월 18일 ~ )는 미국의 배우이다.

## 출연 작품
- 2019 라이브 - 클로버 역